# Cremastus manitobae
Cremastus manitobae är en stekelart som beskrevs av Dasch 1979. Cremastus manitobae ingår i släktet Cremastus och familjen brokparasitsteklar. Inga underarter finns listade i Catalogue of Life.